# Édouard Richer
Édouard Richer, né le 12 juin 1792 à Noirmoutier-en-l'Île (Vendée) et mort le 21 janvier 1834 à Nantes (Loire-Atlantique, alors Loire-Inférieure). Formé comme naturaliste, membre de la Société académique de Nantes et de Loire-Inférieure et de la Société linnéenne de Paris, il est l'auteur de plusieurs ouvrages dont plusieurs consacrés à la Loire-Inférieure.

## Biographie

### Origines familiales et formation
Né à Noirmoutier-en-l'Île le 12 juin 1792, c'est-à-dire quelques semaines avant la chute de Louis XVI (10 août 1792) et l'avènement de la Première République (20 septembre), Édouard est le fils de François Christophe Richer, anciennement seigneur des Brettes, capitaine de navire, négociant, propriétaire à Noirmoutier, et de sa seconde épouse,  Jeanne Catherine Françoise Benigne Viaud. 
Il a deux ans lorsque son père est tué par les insurgés royalistes au cours de la guerre de Vendée (1793-1796).
Il fait ses études secondaires au collège de La Flèche (1801-1803), puis au Prytanée militaire de Saint-Cyr près de Versailles (1803-1807), puis dans des pensions privées à Paris puis à Nantes (1807-1809).

### Carrière
Naturaliste, il est attaché à la direction du cabinet d’histoire naturelle de Nantes ; il parcourt alors la Loire-Inférieure pour les besoins de sa fonction.
Installé à Nantes, il y écrit les récits de ses voyages. Il rencontre Émile Souvestre en 1828 et partage avec lui de longues promenades, puis Louis de Tollenare, adepte des théories de Swedenborg.
En 1822, Édouard Richer adhère à la société linéenne de Paris. Il est également membre de la Société académique de Nantes et de Loire-Inférieure. 

### Mort et funérailles
Atteint de tuberculose durant les années 1820, il en meurt le 21 janvier 1834.

## Hommage
Une école de Noirmoutier-en-l'Île porte son nom.

## Œuvres littéraires
Liste non exhaustive.
- Victor et Amélie, 1816 ;
- Essai sur l'origine des constellations anciennes, 1818 ;
- Voyage à l'abbaye de la Trappe de Melleray, 1819 ;
- Voyage pittoresque dans le département de la Loire-Inférieure, 1820-1823 ;
- L'Immortalité de l'âme, ode à M. Fouré, 1821 ;
- De la Philosophie religieuse et morale dans ses rapports avec les lumières, 1821 ;
- Aspect pittoresque de l'île de Noirmoutier, 1822 ;
- Clisson, 1822 ;
- Du genre descriptif, 1822 ;
- Voyage à Clisson, 1823 ;
- La Forêt du Gavre, 1824 ;
- Le Mot de l'énigme, 1826 ;
- Des Guérisons opérées par Mme de Saint-Amour, 1828 ;
- De la Nouvelle Jérusalem, 1832-1835.